# Saint-Vincent-du-Boulay
Saint-Vincent-du-Boulay – miejscowość i gmina we Francji, w regionie Normandia, w departamencie Eure.
Według danych na rok 1990 gminę zamieszkiwały 263 osoby, a gęstość zaludnienia wynosiła 40 osób/km² (wśród 1421 gmin Górnej Normandii Saint-Vincent-du-Boulay plasuje się na 644 miejscu pod względem liczby ludności, natomiast pod względem powierzchni na miejscu 566).